# Proximodistal
Proximodistal é um termo médico que descreve o padrão de desenvolvimento físico do tronco para fora, desde a concepção até os primeiros anos. As habilidades motoras iniciais de uma criança começam por ela movimentar a cabeça, o tronco, os braços e as pernas antes de aprender a mover as mãos e os pés.